# Cheshire West and Chester
Cheshire West and Chester  är en enhetskommun i Cheshire i England,  Storbritannien. Kommunen har 361 694 invånare (2022). Administrativ huvudort är Ellesmere Port. I väster gränsar kommunen mot Wales.
Större orter i Cheshire West och Chester är: Chester, Ellesmere Port, Northwich och Winsford. Kommunen är indelad i 114 civil parishes för visst lokalt självstyre.